# El Racó de la Família
El Racó de la Família és una obra de Guissona (Segarra) inclosa a l'Inventari del Patrimoni Arquitectònic de Catalunya.

## Descripció
Espai de petites dimensions que té raó de ser gràcies a unes rajoles pintades on apareix una família guissonenca de finals del segle xix. Aquestes rajoles són obra de l'artista Marcel Riera i el projecte d'urbanització d'aquest racó es deu a l'arquitecte Manel Pau Recasens.
Es tracta d'una placeta molt reduïda delimitada per un balustre de pedra, dins de la qual hi ha un espai ajardinat amb uns bancs de forja. Aquest espai està presidit per unes rajoles policromades on apareix la representació d'una família del segle xix, emmarcades per un arc apuntat de pedra.